# Aphodius alpinus
Aphodius alpinus es una especie de coleóptero de la familia Scarabaeidae.

## Distribución geográfica
Habita en zonas montanas de Europa.